# Diewica (rejon siemiłucki)
Diewica (ros. Девица) – wieś (sieło) w Rosji, w obwodzie woroneskim, w rejonie siemiłuckim. W 2021 liczyła 5219 mieszkańców.